# 75/34式自行火炮
75/34式自行火炮（意大利語：Semovente da 75/34）是一款意大利王國於二戰期間研發的自行火炮。75/34式自行火炮裝備一門75毫米 L/34火炮，使用M15/42坦克的底盤。它曾出現在1943年的羅馬防衛戰的戰場上，後來，納粹德國亦將其用於意大利北部以及巴爾幹半島的戰鬥中。軸心國一共生產141輛75/34式自行火炮（其中，有60輛是在意大利與盟國停戰前生產的，有81輛是在那之後生產的）。

## 研發
在75/18式自行火炮的研發獲得成功後，意大利方面決定研究一款裝備更強大的火炮的自行火炮。按計畫，這款自行火炮應該擁有更強的反坦克能力（之前的自行火炮都是通過配備反戰車高爆彈（HEAT）來達到這一目標的）。一些原型車使用M14/41坦克的底盤，並裝備75毫米L/32野戰砲（而不是18倍徑的75毫米火炮）。最終定型的75/34式自行火炮的生產於1943年春開始，裝備P-40坦克的75毫米 L/34火炮，並使用M15/42坦克的底盤。在1943年9月意大利宣佈於盟國停戰前，一共有60輛75/34式自行火炮下線。

## 設計
75/34式自行火炮借鑑了之前的意大利自行火炮的設計，但是也有許多新的設計。比如，前裝甲不再是由兩塊21毫米厚的鋼板拼接而成，而是改為一整塊42毫米厚的鋼板。另外，設計者對炮台做了一些修改，以使它能裝下身管更長的火炮。75/34式自行火炮使用M15/42的192匹的汽油機，最快速度可達38.4公里/小時。

## 服役
意大利皇家陸軍僅在1943年9月8日到10日的羅馬防衛戰中使用了75/34式自行火炮。在意大利王國與盟軍停戰後，意大利王國倒向了盟軍，與之前的盟友納粹德國成了敵人。有12輛75/34式自行火炮曾被分配給意大利皇家陸軍第132裝甲師「白羊座」的CXXXV小隊。只有一小部分75/34式自行火炮在戰爭中被擊毀，其餘的都被德軍擄獲，並被德軍用於之後巴爾幹半島和意大利的戰鬥之中。在意大利與盟軍停戰之後，軸心國又生產了80輛75/34式自行火炮。

## 外部連結
- Semovente da 75/34 at wwiivehicles.com
- Semovente da 75/34 at onwar.com
- Semovente Da 75/34（页面存档备份，存于） at tanks-encyclopedia.com